# Noctua latimarginata
Noctua latimarginata là một loài bướm đêm trong họ Noctuidae.